# 의정사관
의정사관(醫政醫官)은 군 내에서 약사, 물리치료, 병원행정 등의 의무관과 간호장교를 업무적으로 지원하는 장교를 말한다.
약제장교는 약학과 학사학위 소지자면서 약사 면허증, 병원행정직은 학사학위에 병원행정사 자격이 있어야 하고, 물리치료사는 전문학사 소지자도 지원이 가능하다. 병과장 계급이 대령이다. 일반적으로 소위로 입대하여 중위로 전역하며, 약사의 경우 중위로 입대하여 대위로 전역한다.